# Arnaud Mordacq
Pour les articles homonymes, voir Mordacq.
Arnaud Mordacq, né le 21 juillet 1970 à Béthune (Pas-de-Calais), est un chef d'entreprise ainsi qu'un pilote français de rallyes.

## Biographie
Arnaud Mordacq fait ses premiers pas en compétition à la fin des années 1980 dans l'Enduro du Touquet, notamment une 5e place en 1992. Mais le décès prématuré de son père le contraint à cesser l'aventure, en reprenant l'entreprise familiale.
Il revient sur les routes en 1995. Il compte à son palmarès une victoire en championnat de France des rallyes. 
En 1999, il s'impose lors du Rallye du Touquet en étant amateur. Ce rallye est le seul de la saison que ne remporte pas Philippe Bugalski alors pilote officiel de l'équipe Citroën Sport, Bugalski finissant à la deuxième place.
Depuis 1993 il dirige l'imprimerie qui porte son nom à Aire-sur-la-Lys (62). La société se développe depuis lors, jusqu'à compter une centaine de salariés dans les années 2000.

## Palmarès
- Rallye du Touquet 1999;
- Coupe de France des rallyes 2001;
- 29e rallye de Dieppe (2001)[4];
- Rallye Charlemagne 2000;
- Rallye des Géants 1999, 2000 et 2001[5];
- Rallye de la Lys 1999 et 2000.